# Río Esmeraldas
El río Esmeraldas es un río ecuatoriano perteneciente a la vertiente del Pacífico, se forma por la unión de los afluentes Blanco, Canandé, Guayllabamba, Toachi y Quinindé y recorre un aproximado de 320 km Da nombre a la ciudad y a la provincia homónima.
Sus vertientes se encuentran en la cordillera andina ecuatoriana, a partir de las vertientes de los volcanes Cayambe, el Antisana, el Sincholagua, el Cotopaxi, el Illiniza, el Atacazo y el Pichincha. Sus deshielos descienden hacia el oeste convertidos en pequeños riachuelos.
Su cuenca hidrográfica, con todos sus tributarios, abarca 21.418 km² de territorio cubierto de vegetación boscosa, con un suelo rico en contenido de humus y materias nitrogenadas. Su descarga media en la boca es de 680 m³ / s, convirtiéndolo en uno de los ríos más caudalosos de Ecuador.
Tras recibir las aguas del Guayllabamba y atraviesa la provincia de sur a norte regando importantes zonas agrícolas hasta desembocar finalmente en el océano Pacífico, junto a la ciudad de Esmeraldas. Desemboca en el Océano Pacífico en un estuario homónimo, su cauce es navegable desde la confluencia con el Guayllabamba hasta su desembocadura. Desemboca en el océano Pacífico formando un profundo estuario, en cuyo extremo se levanta la ciudad homónima.

## Historia
El área ha estado habitada desde que el ser humano moderno llegó a Sudamérica hace más de 10.000 años. Entre 500 a. C. y 400 d. C., la cultura Tolita es representativa de la zona. A mediados del siglo XV, los incas avanzaron a través de Quito hasta la parte alta. En 1526, Bartolomé Ruiz fue el primer europeo en llegar a la región por mar en nombre de Francisco Pizarro. Aquí Pizarro desembarcó en 1531 cuando venció al Imperio Inca en su tercera expedición. Charles Marie de La Condamine llegó al río Esmeraldas en 1735 por tierra sobre los Andes y navegó desde Quito por el valle y al año siguiente a lo largo de la costa del Pacífico hasta Perú.
En 1998, un oleoducto se rompió en Esmeraldas y el río se incendió. El impacto en el estuario fue catastrófico tanto en vidas humanas (20 muertos y más de un centenar de heridos) como en consecuencias ecológicas, destruyendo el 80 % de los manglares.

## Contaminación
El afluente recibe las descargas de agua de la Refinería Termoesmeraldas y de las alcantarillas provenientes del sur de Esmeraldas. Ambiente del Municipio de Esmeraldas, dice que los fenoles (compuestos químicos) de las industrias acaban con el oxígeno del agua y producen la muerte de las especies. Además, los metales pesados se asientan en el fondo. Él explica que la cantidad permitida de fenoles es de 0,005 centésimas por cada litro de agua.[cita requerida]

## Fauna
Dentro del estuario del río Esmeraldas, se han catalogado un mínimo de 25 especies de aves